# Коштјани
Коштјани (чеш. Košťany) град је у Чешкој Републици. Град се налази у управној јединици Устечки крај, у оквиру којег припада округу Теплице.

## Становништво
Према подацима о броју становника из 2014. године град је имао 3.094 становника.

## Партнерски градови
- Алтенберг